# Ujados
Ujados es un municipio y localidad española de la provincia de Guadalajara, en la comunidad autónoma de Castilla-La Mancha. El término municipal, ubicado en la comarca de la Sierra Norte, tiene una población de 28 habitantes (INE 2024).

## Geografía
La Muela de Somolinos se eleva unos 300 m sobre el pueblo. Tiene varias planicies, donde abundan las setas de cardo. El pueblo se sitúa a una altitud de 1152 m sobre el nivel del mar. El término municipal limita con los de Miedes de Atienza, Hijes, Somolinos, Albendiego y Pradena de Atienza.
| Noroeste: Somolinos  | Norte: Hijes           | Noreste: Hijes             |
| Oeste: Albendiego    |                        | Este: Miedes de Atienza    |
| Suroeste: Albendiego | Sur: Pradena de Atenza | Sureste: Miedes de Atienza |

No muy lejos del pueblo se encuentran las cuevas del Mingolario. Se trata de unas cuevas excavadas en la piedra arenisca. Por otra parte, La Fuente es un lugar de ocio y encuentro del pueblo.

## Historia
A mediados del siglo XIX, el lugar contaba con una población censada de 100 habitantes. La localidad aparece descrita en el decimoquinto volumen del Diccionario geográfico-estadístico-histórico de España y sus posesiones de Ultramar de Pascual Madoz de la siguiente manera:

UJADOS: l. con ayunt. en la prov. de Guadalajara (14 leg.), part. jud. de Atienza (3), aud. terr. de Madrid (24), c. g. de Castilla la Nueva, dióc. de Sigüenza (4). sit. en terreno áspero y elevado, con buena ventilacion y clima frio; tiene 25 casas; la consistorial; escuela de instruccion primaria; una igl, parr. aneja de la de Higes. Confina el térm. con los de Albendiego, Bañuelos, Higes y Cañamares: dentro de él se encuentran varios arroyos de abundantes aguas. El terreno, quebrado en su mayor parte, es de buena calidad; comprende un monte poblado de encina y roble. caminos: los locales, en mal estado por la escabrosidad del terreno. correo: se recibe y despacha en la cab. del part. prod.: cereales, legumbres, leñas de combustible y buenos pastos, con los que se mantiene ganado lanar, cabrio y vacuno; hay caza de perdices, conejos y liebres. pobl.: 23 vec., 100 alm. cap. prod.: 662,000 rs. imp.: 33,100. contr.: 2,124.
(Madoz, 1849, p. 206)

Fue en el siglo XIX, el 6 de enero de 1867, cuando nació la figura más relevante hasta el momento del municipio. Se trata de Gaspar de la Cruz Martín, escultor con cierto renombre en la capital, que murió joven el 21 de mayo de 1909 a los cuarenta y dos años de edad.

## Demografía
Ujados cuenta con una población de 28 habitantes (INE 2024).
| Gráfica de evolución demográfica de Ujados entre 1842 y 2021                                                        |
| |
| Población de derecho según los censos de población del INE Población de hecho según los censos de población del INE |

## Festividades
En los últimos años, debido a la iniciativa de los vecinos y la ayuda del ayuntamiento, se han retomado las festividades que durante algunos años se habían perdido.
Las más relevantes son las fiestas populares de la semana del 15 de agosto, durante las que se realizan actividades musicales, gastronómicas y de ocio que aglutinan a la mayor parte del pueblo.

## Personas notables
- Gaspar de la Cruz Martín (escultor).
- Miguel de la Cruz Martín (escultor y padre del también escultor Antonio de la Cruz Collado)